# Самоков
Вижте пояснителната страница за други значения на Самоков.
Са̀моков е град в Югозападна България. Намира се в Софийска област на 60 км от град София и на 10 км от курортно-туристическия комплекс Боровец. Градът е най-големият в областта и е административен център на Община Самоков. По данни на ГРАО към 15 март 2024 г. в града живеят 26 425 души по настоящ адрес и 28 389 души по постоянен адрес.

## География

### Географско положение
Самоковската котловина е разположена между няколко планини – Рила, Плана,  Ихтиманска Средна гора – на 950 метра над морското равнище. В сърцевината ѝ текат водите на река Искър и нейните притоци. Формата на котловината е неправилна и двуделна, Палакарийска от запад и Искърска от изток. Разполага се върху 185 km2.
Град Самоков, разположен в едноименната котловина отстои на 60 км от столицата София, на 10 км  от курорта Боровец, на 8 км от един от входовете на Национален парк Рила, на 29 км от минералните извори в Сапарева баня, на 14 км от тези на Белчин баня, на 27 км от балнеоложкия комплекс в Долна баня и на 12 км южно от язовир Искър.

### Геоложка история
Геоложката история на областта преминава няколко етапа. Вертикалните и хоризонталните движения на земната кора създават тази релефна форма в едно много далечно минало, а впоследствие екзогенните процеси я моделират и дооформят. Котловината представлява периферна наложена депресия с неоген-кватернерска възраст, потънала по система от разседи. Както върху повечето земи с подобна форма, през плиоцена тук се е плискало сладководно езеро. Оттогава и през кватернера от планината започват да се утаяват мощни алувиални и ранно-ледникови наслаги. Котловинното дъно е плоско, запълнено от флувиоглациални наслаги от изток и алувиални на запад, северозапад, където е поречието на река Палакария.
Съществуват и съвременни релефообразуващи процеси. В средата на котловината се издигат възвишения с тектонски произход. Едно от тях – възвишението Ридо – днешните жители на града са превърнали в крайградски парк, който продължава към връх Дъбова глава (1127 м) – един от предпланинските склонове на Рила. Този гол сега връх някога е бил покрит с трудно проходима дъбова гора, откъдето е наследил и името си. Наблизо е връх Борич, висок 1100 м, а от другата страна на града е Продановския рид. Името му идва от съседното село Продановци.

### Климат
Местоположението на града и надморската му височина определя климата като умереноконтинентален с планинско влияние – с топло, но не много горещо лято и студена, продължителна зима. Продължително е слънчевото греене, с много малки изключения на мъгли. Силно е и въздействието на високата планина. Именно тя спира бурните ветрове и снеговалежи.
| Климатични данни за Самоков (1926 – 1970) | Климатични данни за Самоков (1926 – 1970) | Климатични данни за Самоков (1926 – 1970) | Климатични данни за Самоков (1926 – 1970) | Климатични данни за Самоков (1926 – 1970) | Климатични данни за Самоков (1926 – 1970) | Климатични данни за Самоков (1926 – 1970) | Климатични данни за Самоков (1926 – 1970) | Климатични данни за Самоков (1926 – 1970) | Климатични данни за Самоков (1926 – 1970) | Климатични данни за Самоков (1926 – 1970) | Климатични данни за Самоков (1926 – 1970) | Климатични данни за Самоков (1926 – 1970) | Климатични данни за Самоков (1926 – 1970) |
| Месеци                                    | яну.                                      | фев.                                      | март                                      | апр.                                      | май                                       | юни                                       | юли                                       | авг.                                      | сеп.                                      | окт.                                      | ное.                                      | дек.                                      | Годишно                                   |
| Абсолютни максимални температури (°C)     | 15,7                                      | 18                                        | 27,4                                      | 26,4                                      | 30,4                                      | 32,8                                      | 34,4                                      | 36,8                                      | 34,5                                      | 30                                        | 25                                        | 18                                        | 36,8                                      |
| Средни максимални температури (°C)        | 1,1                                       | 3,1                                       | 6,4                                       | 12,4                                      | 17,2                                      | 20,9                                      | 23,5                                      | 23,8                                      | 20                                        | 14,3                                      | 8,4                                       | 3,5                                       | 12,9                                      |
| Средни температури (°C)                   | −3,4                                      | −1,6                                      | 1,5                                       | 7,2                                       | 12                                        | 15,3                                      | 17,4                                      | 17,1                                      | 13,3                                      | 8,4                                       | 3,7                                       | −0,9                                      | 7,5                                       |
| Средни минимални температури (°C)         | −7,6                                      | −6,1                                      | −3,2                                      | 1,9                                       | 6,4                                       | 9,6                                       | 11                                        | 10,3                                      | 7,3                                       | 3,5                                       | −0,2                                      | −4,5                                      | 2,4                                       |
| Абсолютни минимални температури (°C)      | −28                                       | −24                                       | −19                                       | −10,4                                     | −2,7                                      | 0,4                                       | 2,9                                       | 0,8                                       | −4,7                                      | −7,4                                      | −14,7                                     | −23,6                                     | −28                                       |
| Средни месечни валежи (mm)                | 45                                        | 37                                        | 43                                        | 61                                        | 82                                        | 89                                        | 67                                        | 46                                        | 48                                        | 52                                        | 52                                        | 48                                        | 670                                       |
| ----------------------------------------- | ----------------------------------------- | ----------------------------------------- | ----------------------------------------- | ----------------------------------------- | ----------------------------------------- | ----------------------------------------- | ----------------------------------------- | ----------------------------------------- | ----------------------------------------- | ----------------------------------------- | ----------------------------------------- | ----------------------------------------- | ----------------------------------------- |
| Източник: Stringmeteo.com                 |                                           |                                           |                                           |                                           |                                           |                                           |                                           |                                           |                                           |                                           |                                           |                                           |                                           |

### Водни ресурси
Самоковската котловина е сравнително богата на води. Отводнява се от река Искър, която в началото си има два основни ръкава – Черни Искър и Бели Искър с многобройни по-малки вливащи рекички и потоци и нейните притоци – Палакария и Шипочаница. Преди града покрай реката се намира местността Лаго. Тя е широка около 200 – 300 m. През нея минава път и много острови, покрити с влаголюбиви гори. След града по течението на Искър е разположен язовир Искър.
Две от най-красивите рилски езера кътат хладните си води в този край: Йончево езеро и Страшно езеро. И двете са били любимо място на живописеца Христо Йончев-Крискарец. Неговото име носи Йончево езеро. Около тях има още четири, най-посещаваното от които е Свинското. В района на малка Мальовица се намират двете Камилски езера, а източно от връх Мальовица – Еленските.

## История

### Етимология
Етимологията на името е от примитивното предприятие за изчукване на добито желязо на пръти – самоков, което е производно от сам и кова, подобно на самолет, самовар и прочее.
В подножието на Доспейската планина (Лакатишка Рила) при Шишмановия пролом се намира Шишманово кале, чието име е свързано с легенди за последните битки на цар Иван Шишман. Там има ранно-християнска базилика и манастирски комплекс. Строителството им се отнася към епохата на Римската империя. Опожарени са през VI – VII век от варвари.
След римското селище на това място възниква по-късен град – в началото на XIV век като рударско селище. Миналото на града е свързано с добиването на желязо. Хаджи Калфа споменава самоковския рудник, където са изработвани и железни произведения (например котви). По това време местните занаятчии влизат в пряка връзка със западноевропейските рудари-саксонци, наричани саси, и по техен образец са въведени саксонски пещи (видни), ковашки работилници (мадани) с духала и големи чукове (самокови), движени с водна сила. До и след падането на града под Османско владение (1372), Самоков е икономическо и културно средище.
От 1557 г. до 1907 г. градът е център на Самоковската епархия.
Според свидетелства на посетили града през 1859 година американски мисионери, той има 15 хиляди жители, като 2/3 са българи, които поддържат процъфтяващо училище с ученици от целия регион.
Общинските избори в Самоков на 13 юни 1910 година са спечелени от БРСДП (т.с.) и Самоков става първата община в България и на Балканите, управлявана от социалдемократическа партия. За кмет е избран Георги Зуйбаров, а за негови заместници – Ас. Хадживасилев и К. Халваджийски. Управлението въвежда подоходни данъци, осигурява безплатна лекарска помощ и лекарства на бедни граждани, открива детски градини, сиропиталища, трапезарии за бедни деца, въвежда осемчасов работен ден за общинските служители. На 12 февруари 1912 година общинското управление е разпуснато от правителството.
От 7 декември 1919 до 1 юли 1921 г. управлението е отново в ръцете на БКП с кмет Михаил Дашин. Партията управлява за трети път общината от 19 март 1922 до септември 1923 г., като кмет е К. Кибаров.

## Население
Численост на населението според преброяванията през годините:
| \| Година на преброяване \| Численост \| \| --------------------- \| --------- \| \| 1934 \| 11 035 \| \| 1946 \| 13 218 \| \| 1956 \| 16 748 \| \| 1965 \| 21 611 \| \| 1975 \| 25 756 \| \| 1985 \| 27 678 \| \| 1992 \| 28 608 \| \| 2001 \| 27 546 \| \| 2011 \| 26 589 \| \| 2019 \| 25 016 \| \| 2021 \| 26 548 \| |           |
| Година на преброяване | Численост |
| 1934 | 11 035    |
| 1946 | 13 218    |
| 1956 | 16 748    |
| 1965 | 21 611    |
| 1975 | 25 756    |
| 1985 | 27 678    |
| 1992 | 28 608    |
| 2001 | 27 546    |
| 2011 | 26 589    |
| 2019 | 25 016    |
| 2021 | 26 548    |

## Религия
В града съществува конгрешанска църковна община, част от Съюза на евангелските съборни църкви.

### Храмове

#### Самоковски девически манастир
Девическият манастир „Покров Пр. Богородици“ в Самоков започва своя живот около 1772 година като малко девическо монашеско общежитие. Основано е от баба Фота, която подарява имотите си на Рилския манастир, а в собствената си къща обединява малобройна девическа общност. В средата на XIX век там вече, по каноните на оформения по подобие на Рилския типик устав, живеят повече от сто монахини и послушнички. Още от създаването си женският метох става средище на духовност и просветителство. През 1837 – 1839 година, наред с други разширения, е издигната внушителна трикорабна църква.
Метохът бил обграден с висок зид. Освен църквата е построена и магерница. Постепенно се оформил цял комплекс с жилищни и стопански крила. Църквата е каменна, трикорабна, разделена от два реда колони, свързани с арки. Олтарът е с три апсиди – едно от първите представителни решения в църковното строителство през Възраждането. От запад има аркадна открита нартика, върху която ляга обширна емпория, която към наоса се открива с пластично двойноогъваща се линия на парапета.
По своята архитектура тази църква има много по-близък паралел с творчеството на Тревненската и Дряновската школа, отколкото със Самоковската. Този храм е бил повлиян от творчеството или дори може да е дело на тревненския първомайстор Димитър Сергьов. Позлатените резби на иконостаса обаче, балдахинът над светия престол и другите църковни мебели, без съмнение са дело на самоковски майстори. Особена виртуозност има в изработката на иконостасните царски двери.
Съществува мнение, че иконостасните икони са дело на самоковския зограф Христо Димитров. Тук, редом с образите на Богородица с младенеца и Исус Христос, са изобразени и първоучителите Св. св. Кирил и Методий. Освен тях в църквата се пазят интересни икони от самоковската школа – св. Никола, св. Йоан Златоуст, Три светители и др. По свода на църквата личат следи от възрожденски стенописи – дело на самоковски майстори.
- Църква „Свети Никола“

Църквата е построена в по-късен период, 1859 – 1860 г., когато християните в Турция получили по силата на провежданите реформи известни религиозни свободи и самоковци издействали ферман. Те вярвали, че на това място е имало църква още преди падането на града под турска власт. След като бил завършен иконостасът и поставени иконите, храмът бил осветен тържествено на 26 октомври 1861 година, Димитровден, от архимандрит Хрисант Дойчинов и градските свещеници, за да свърже завинаги родолюбието на самоковци с борбата срещу гръцкото духовенство. Именно в тези дни от града е изгонен гръцкия владика Матей Самоковски, а църковната служба започва да се води само на български език. Дръзкото строителство на църквата „Свети Никола“ показва тази решителност за отхвърляне на гръцките владици, но и неустоим копнеж за национално освобождение. Трите ѝ купола белеят отдалеч, устремени в синевата. Високата каменна ограда тук не скрива почти нищо. Църквата „Свети Никола“ сякаш е апотеоз на националното духовно освобождаване. Иконите ѝ са работени от самоковски зографи, но вътре липсват стенописи. „Св. Никола“ е гробищна църква. В двора ѝ са били погребани видни самоковски личности като Захари Хаджигюров, Захари Зограф и др. През 50-те години част от гробищния парк е застроен. Надгробните плочи на Захари Зограф и Християния днес се съхраняват в Историческия музей.
- Долномахаленска църква „Въведение Богородично“

Строителната одисея на тази църква приключва през 1835 година. сградата е трикорабна, с полуцилиндрично засводяване, носено от два реда измазани дървени колони. В нея са съхранени икони, дело на прочутите самоковски майстори. Тя е най-малката от действащите самоковски църкви. Строена е по-пестеливо, тъй като в тази част на града е имало по-малко миряни. Днес тя носи не по-малка историческа стойност от останалите храмове.
Около 1855 година самоковските евреи замислили построяването на голяма представителна синагога и учредили фонд за набиране на средства. Строежът започнал три години по-късно, за да приключи през 1860 г. Тогава еврейското население в града брояло вече 130 семейства. Новата синагога е построена по планове на Бет-Амикдаша. Сградата била украсена с богато резбован таван, отделните полета на който били свързани с изписани орнаментални фризове. Овалните пана с букети и пейзажът в молитвената ниша свидетелстват за общите художествени вкусове в Самоков през миналия век. Майсторите зографи от града изписали върху западната вътрешна стена на молитвения салон и върху нишата на източния овални пана с букети в тях. Над вратата на синагогата е взидан мраморен къс с издълбан в него следния надпис „Тази е вратата господня...“ Синагогата е нова постройка по план на Бет-Амикадаша. Тя е паметник на културата от национално значение.
- „Успение Богородично“, построена XVIII – XIX век, има уникални дърворезби.

През 1793 година в Самоков била осветена църква с името „Успение на св. Богородица“, наречена още Митрополитска. Църквата е издигната на мястото на по-малка църква от XVII век със средствата на родолюбиви самоковци. Наполовина скрита в земята, тя била оградена още и с пръстен от висок каменен дувар. През 1805 г. започнало преизграждане на църквата с цел превръщането ѝ от еднокорабна в трикорабна, по-висока и по-просторна. Четвърт век били нужни на строителите да завършат новия храм. Новият молитвен салон е с яки каменни стени. Два реда колони го разделят на три кораба, средният от които е по-широк от страничните. Гевгирени решетки и дъсчени стени затварят от запад параклис и стълбище за емпорията.
От изток е прибавена олтарна апсида, която излиза извън правоъгълния молитвен салон. Църквата се завършва от открит притвор, чието писано чело се носи от стройни колони с резбовани главулеци.
За деня на освещаването светогорският майстор Андон изрязал иконостас, амвон, архиерейски и епитропски тронове, два проскенитария. Дърворезбата е върху орехови дъски, които конски керван пренесъл от далечния Атон. Иконите, които били вложени в прорезите на иконостаса, са дело на „Христоте даскало“ – първозографът Христо Димитров. Този иконостас е първият паметник, ознаменувал раждането на Самоковската художествена школа. Заедно със строежа за разширението на Митрополитската църква трябвало да бъде разширен и иконостасът на майстор Андон. Това свършил дошлият от Солун майстор Атанас Теладур. През 1833 г. майсторът завършил двете нови странични крила на иконостаса като ги свързал с архитектоничното членение, което майстор Андон дал на своето творение. Така резбената преграда на олтара се превърнала в една цялостна вертикална стена с един цокълен ред, ред на големите икони, архитрав, корниз и лозница, ред на малките икони и богата ажурна венчилка. И така двамата майстори, дошли в различни времена в Самоков, създават с творческа дързост един паметник на резбарското изкуство, който се превръща в школа за майсторите-резбари от Самоков.
- Бельова църква

Бельовата църква е късно-средновековна църква (XV-XVII в.) на 2 км южно от гр. Самоков, вляво от шосето за Боровец. Еднокорабна и едноапсидна църква, с полуцилиндричен свод, полувкопана в земята. В сегашния си вид е построена към XV-XVII век, върху основите на по стари християнски храмове. Изградена е от ломен камък на хоросанова спойка.
- Байракли джамияБайракли джамия или Старата джамия. Тя е музеен обект и може да се посещава от туристи.
- Алински манастир.
- Ковачевски манастир.

## Политика

### Кмет
От 2023г. кмет на Самоков е инж.Ангел Иванов Джоргов(ГЕРБ ).
Настоящите членове на Общински съвет – Самоков са:
Александър Александров Кроснев,
Александър Христов Методиев,
Ангел Кирилов Немов,
Асен Янков Славчев,
Ваньо Тодоров Тодоров,
Васил Симеонов Благоев,
Георги Димитров Шуманов,
Димитър Атанасов Панев,
Николай Георгиев Николов,
Евгения Андонова Коцова,
Ели Иванова Георгиева,
Емил Николов Кривошиев,
Емилия Георгиева Атанасова,
Ивалина Трендафилова Михайлова,
Йордан Василев Сугарев,
Любомир Спасов Лобутов,
Мартин Славев Мартинов,
Мая Емилова Христев,а
Миролюба Ташова Ташова,
Михаил Василев Михайлов,
Надка Георгиева Янакиева,
Георги Борисов Цурев,
Петър Николов Георгиев,
Радослав Ангелов Христов,
Спас Стоянов Кордев,
Християн Янков Попов,
Христо Георгиев Кочов,
Цветелина Ангелова Джелепова,
Чавдар Димитров Йорданов,
Заседанията се провеждат в сградата на общината.

## Побратимени градове
- Кострома, Русия
- Кутна Хора, Чехия

## Икономика на Самоков
Близостта на Община Самоков до столицата, традициите в търговско-занаятчийските услуги и индустриалното производство, международният курортно-туристически комплекс Боровец, туристически комплекс „Мальовица“ и балнеолечебен център „Белчин бани“ са отличен потенциал за устойчиво икономическо развитие на региона.
Към януари 2001 г. в Община Самоков са регистрирани 3136 фирми, като 99,75 % от тях са малки и средни. Броят на големите фирми с над 100 заети лица намалява от 19 през 1997 г. до 7 през 2004 г. Средните фирми с персонал от 50 до 100 души са 13 на брой и са резултат от свиване на дейността на големи фирми. Въпреки малкия им брой големите и средни фирми имат значителен дял в заетостта и създавания брутен вътрешен продукт в Общината.
Двата основни сектора на местната икономика са промишленост и хотелиерство (включително обществено хранене). Преработващата промишленост създава основния дял от брутния вътрешен продукт на Общината, като водещите сектори са текстил, металообработване, дървообработване, производство на оборудване.
На второ място е туристическият сектор – хотелиерство и обществено хранене. В този сектор функционират 11,9 % от всички фирми в Общината, като този дял е по-висок в сравнение с повечето общини в страната. Туризмът е на второ място по брой на активните фирми след търговията. В резултат на това се наблюдава растеж в дела на услугите (до 44,4%) в икономиката на общината.

### Инфраструктура
Община Самоков има благоприятно разположение спрямо два от общоевропейските транспортни коридори, минаващи през страната. Това в известна степен компенсира липсата на пряко обслужване на път от висок клас Територията на общината се обслужва единствено от автомобилен транспорт. Дължината на пътната мрежа е 236.6 км, като малко повече от половината пътища са от II и III клас.. Подобряването на техническите параметри и поддържане на добро експлоатационно състояние на основните „довеждащи“ пътища от София и от Дупница е задължително условие за бъдещото развитие на общината и курортно туристическите локализации. Изграденият обходен път на Самоков допринася за изнасянето на транзитното движение. Необходим е също ремонт и реконструкция на съществуващите местни пътища, както и изграждане на нови обслужващи пътни отсечки, свързани с конкретното развитие на курортно-туристическите локализации. Целта на общинското ръководство е изграждането на магистрала южен обход на гр. София, с която ще се осъществи връзката между магистралите „Тракия“, „Хемус“ и „Струма“.
В строителната програма на общината за 2006 г. са заделени значителни средства за ремонт на пътната мрежа на общината, включително и за ремонт на улици, обществени сгради и училища.
Всички населени места в общината с изключение на Яребковица и Лисец са сравнително добре водоснабдени, като само около 10% от населението е с режим на водоподаване. Водоснабдяването на град Самоков е осигурено от надеждни водоизточници с достатъчен капацитет за задоволяване на водопотреблението. Необходимо е доизграждане на резервоари за питейна вода. Около 50% от вътрешните водопроводни мрежи в населените места са амортизирани и е необходима тяхната подмяна, както и доразвитие на мрежите с оглед изграждане на новите туристически ядра.
Град Самоков има изградена канализационна система с довеждащи колектори до пречиствателна станция за отпадни води, както и в курорта Боровец. Село Радуил е канализирано около 90%. В останалите населени места има частична канализация. Пречиствателната станция за отпадни води на Самоков работи като двустъпална, проектирано е стъпало за допречистване, но строителството още не е завършено. Канализацията в Боровец е силно амортизирана, а изградените канализационни колектори към пречиствателната станция за отпадни води в местността „Яйцето“са компрометирани. Тече процедура за канализационна система „Битови, повърхностни и отпадни води-курорт Боровец“, за което има строително разрешение.
Електропреносната и разпределителната мрежа е добре развита и е в добро състояние. Одобрен е за изграждане алтернативен провод високо напрежение „Марек“ (110 kV), който ще реши всички възникващи допълнителни нужди, породени от изграждането и реализацията на курортно-туристически локализации-Самоков-Боровец-Бели Искър, „Искровете“ и „Радуил“.
Бъдещото развитие на общината и на курортно-туристическите локализации може напълно да разчита на газоснабдяване на новите обекти. Капацитетът на изградената газопроводна система дава възможност за подаване до 10 куб. м /час, при положение че налягането се увеличи на 12 бара. Предимствата на природния газ като екологично чист и икономичен енергоносител са безспорни и наличието на вече изградена газоснабдителна система в град Самоков и курорта Боровец, са изключително добра възможност за бъдещото енергозахранване.
Селищната телефонна мрежа в община Самоков е добре изградена. Достигнатата телефонна плътност 34,7 тел п/100д е малко по-ниска от средната за страната /37,2/, но е осигурено добро задоволяване на потребностите от телефонни услуги на населението и бизнеса в град Самоков и в курорта Боровец. Предстои модернизация на телефонните съобщения в общината чрез разширяване на автоматичните централи и на селищните телефонни мрежи.

### Селско стопанство
В Община Самоков земеделската земя е 512.7 кв. км, а обработваема е около 40 % от нея.
През последното десетилетие настъпи значителна промяна в структурата на земеделието. Значително се намалиха добивите и обхвата на обработваемата земя. Картофите и пшеницата са основните култури, отглеждани в общината.
Производството на картофи формира около 50 % от общата продукция, като засятите площи през 2000 г. са били 1300 ха. В сравнение с 1990 г., размерът на засятите площи с картофи е намалял с около 40 %, но средните добиви са се увеличили с 20 %.
В животновъдството също се наблюдава значителен спад през последните 10 години. Броят на едрия рогат добитък намалява повече от 2.5 пъти. Спадът в овцевъдството е още по-голям – от 55000 броя през 1990 г. на 14000 през 2000 година.
В общината има 202 регистрирани земеделски производители и 80 фирми със селскостопанска дейност. Броят на земеделските производители реално е по-голям, тъй като значителна част от тях не са регистрирани (около 60%). Около 25 % от тях обработват по-малко от 1 ха земя, 58% – от 1 до 10 ха, а останалите са по-големи и едри селскостопански производители.
Във всички дребни и в 90 % от малките и средни земеделски стопанства работят само членовете на семействата (2 – 3 души). В стопанствата, обработващи до 10 ха са заети средно по 4 души, а в големите, обработващи от 10 до 100 ха, по 7 – 8 души.
Около 70 % от земеделските производители разполагат със земеделска техника, но близо половината от нея е остаряла и неефективна. Една трета използват животинска сила в селското стопанство.
Близо половината от земеделските производители продават своята продукция на случайни прекупвачи, а останалите на пазарите на едро, дребно и преработватели.

### Горско стопанство
Горският фонд в община Самоков е на площ от 53 323 ха, върху териториятана две държавни лесничейства – ДЛ „Самоков“, с площ 34 631 ха и ДЛ – Боровец, с площ 18 692 ха.
Залесената площ е 94% от общия горски фонд, 3,2% е незалесена дървопроизводителна и 2,8% нелесопригодна площ. Средно годишно се залесяват около 400 дка.
Дървесния ресурс, изразен като запас на горите, възлиза на над 11 000 000 куб.м., а средно годишното ползване – 112 815 куб.м., от което 78% строителна дървесина, предимно иглолистна и 22% дърва за огрев.
От 2003 г. Функционира и Общинско лесничейство, което стопанисва 18 000 ха на територията на двете лесничейства.
В общинската гора „Чамкория“, сега Боровец, още от 1924 г. е обособено първото в страната изборно стопанство. В резултат на изборното стопанисване, сега Общинско лесничейство – Самоков разполага с уникалниразновъзрастни иглолистни гори в курорта Боровец.
В региона на Общината има създадени три горски разсадника за производство на фиданки от горско дървесни и храстови видове. В разсадника на Общинско лесничейство се произвеждат фиданки, освен от основните дървесни видове, така също и декоративни и горско плодни видове. Върху площ от 22 дка е създадена плантация от висока американска боровинка и арония.
Около 25 000 ха горски фонд в региона на Общината е предоставен на Национален парк „Рила“, който се стопанисва при специален статут.

### Туризъм
Самоков е център на зимните спортове: на юг от града се намира световноизвестният курорт Боровец, недалече са и ски курортът Говедарци и туристическият комплекс Мальовица, разположен на Меча поляна, в долинно разширение на река Мальовица и на 1720 м надморска височина. Тук има хотел, ски-писти с влекове и ски гардероб с всичко най-необходимо за зимните спортове. Снежната покривка се задържа сравнително дълго. В зависимост от валежите ски могат да се карат и през май. Тук се намира ЦПШ Мальовица – база за алпинистите, които изкачват Мальовица, Орловец, Злия зъб, Ловница и Камилата.
- Хижа Мальовица (1986) е единствената в алпийската част на Мальовишкия дял на Северозападна Рила. Построена е върху левия склон на долината на река Мальовишка през 1934 година. От 1981 г. действа нов туристически комплекс с 20 стаи, водоснабден и електрифициран. Има ски плац и влек. Посещава се целогодишно.
- Хижа Мусала /2390 м/ – Хижа Мусала е разположена край брега на седмото Мусаленско езеро на надморска височина 2389 м., което я прави най-високо разположената хижа в България. Старото ѝ име е хижа „Сталин“. Първата хижа – дървена постройка на един етаж с мансарда („Клековата хижа“) е построена през 1924 – 1925 г. и е втората такава в България след хижа „Скакавица“. През 1930 г. е завършена каменна двуетажна хижа, която изгаря през лятото на 1988 г. През 1966 г. БТС построява дървена двуетажна постройка, която функционира и до днес.
- Хижа Заврачица /2180 м/ – Хижа Заврачица е разположена на 2180 м. н.в. на брега на р. Права Марица, в дъното на обширна ледникова долина.

Други хижи са:
- Мечит /1670/
- Шумнатица /1300 м/
- Вада
- Марица
- Чакър Войвода
- Ястребец

## Образование

### Учебни заведения
- ОУ „Митрополит Авксентий Велешки“
- ОУ „Св. св. Кирил и Методий“
- ПТГ „Никола Йонков Вапцаров“
- ПГ „Константин Фотинов“
- НУ „Станислав Доспевски“
- СУ „Отец Паисий“
- СУ „Никола Велчев“
- ОУ „Петър Берон“
- ОУ „Христо Максимов“
- Професионална гимназия по туризъм
- ОПУ „Неофит Рилски“

- ОУ „Христо Максимов“
- ПГ „Константин Фотинов“

### Читалища
Годината 1859 е приета за година на създаване на Самоковското читалище, тъй като оттогава датират официални документи, носещи печата и съхранявани в Народната библиотека. Описаният от Йосиф Брадати факт за „разтурената от турците къща, съградена за четене“, датиран към 1852 – 53 година не може напълно да се приеме за достоверен. Но ако се вземе предвид твърдението на великия реформатор Митхад паша, че „не е срещал по-интелигентен народ никъде другаде в своя вилает“, може да се предполага съществуване на читалищна дейност много преди тази дата, а това донякъде дава основание да се смята, че самоковското читалище е първото в България. През 1859 читалището се е именувало „Свети седмочисленици“ и се е помещавало в сградата на тогавашното Мъжко училище.

Организираните действия и усилия за построяване на самостоятелна читалищна сграда завършват с успех през 1919 г. Тогава настоятелите и общината решават да се построи сграда, която освен читалище да бъде и паметник за прослава и помен на загиналите по бойните полета в Балканската война, Междусъюзническата война и Европейската войни. Монументалният паметник е завършен окончателно през 1923 година. Заслуга за цялостната му реализация имат известните тогава строителни фирми – Юруков и сие, Николов и едни от най-добрите скулптори на България – Николай Димитров, Иван Лазаров, Александър Андреев, Никола Ножаров, както и Ликурго Андреани – възпитаник на италианската Национална художествена академия.

## Култура и развлечение
В Самоков са разположени два от Стоте национални туристически обекта: Историческият музей и Девическият манастир
Забележителни дати:
- 1862 г. – първото театрално представление;
- 1914 г. – учителят Алекси Попиванов основава хор, станал по-късно известен като хор „Рилска песен“;
- 1925 г. – започва прожекциите си читалищното кино;
- 1931 г. – създава се комитет за основаване на читалищен Музей на Възраждането с пръв уредник Наум Хаджимладенов и негов приемник Христо Йончев – Крискарец;
- 1944 г. – основава се вестник „Рилско ехо“;
- 1949 г. – кръжок за литературно творчество;
- 1951 г. – кръжок по изобразително изкуство;
- 1953 г. – създава се детска музикална школа;
- 1955 г. – основана е детска театрална трупа, а в следващата
- 1956 г. – и мъжки вокален квартет.
- 1985 г. – държавна награда по случай 125-годишнината на читалището, отбелязана тържествено в цялата община.

Днес дейността на читалище-паметник „Отец Паисий“ продължава. Наследеното от възрожденците е съхранено. Роденото от днешното поколение творци търси своя път към бъдещето.

### Музеи
Историческият музей е още едно доказателство за високата интелигентност на самоковските граждани, за чувството им за историческа памет и висока обществена ангажираност. В началото на тридесетте години известните самоковски художници Наум Хаджимладенов и Васил Захариев дават идеята за музейна сбирка, която да се помещава в народното читалище. Осъществяването на идеята става през лятото на 1931 година с дейното участие на още двама известни майстори на четката – Христо Йончев – Крискарец и Павел Францалийски.
Пръв уредник на музейната сбирка е Наум Хаджимладенов. Васил Захариев разработва Правилник на музея, който е утвърден от Министерството на просветата и по този начин сбирката е призната официално. Христо Вакарелски описва експонатите в инвентарна книга, а Слави Генев изготвя тематико-експозиционен план. През 1957 година Георги Белстойнев завършва художественото оформление на музея, което е запазено и до днес на първия етаж. През 1937 г. Христо Йончев – Крискарец прави изложба на народното творчество в Самоковско, която поставя началото на етнографската сбирка. През 1958 г. е завършена експозиция Възраждане, през 1966 г. – революционно движение.
Днес музеят притежава около 30 000 експоната.

### Други
- Голямата чешма е построена в първата половина на 17 век.Голямата чешма

- Чадър чешма на автогарата посреща всички гости на Самоков.
- Сарафската къща-паметник на културата от Въэраждането.
- Шишманово кале.
- Алинско кале.
- Тракийски могили по река Палакария

### Природни забележителности
- Защитена местност Букова Усойка
- Най-високият връх на Балканите – Мусала 2925 м.
- Ридо
- Продановски рид
- Парк „Крайискърец“Лаго
- Боричо

### Редовни събития
От 2002 г. град Самоков има своя градски празник на 21 август – Успение на св. Симеон Самоковски, покровителя на града. За него се знаеше малко. Мощите на Светеца бяха открити при археологически разкопки в средновековната Бельова църква през 1995 г. След 2000 г. бе установено, че Митрополит Симеон Самоковски е канонизиран като мъченик за вярата, а неговата икона за пръв път е рисувана като стенопис от известния самоковски зограф Никола Образописов около 70-те години на 19 век. Личността на Свмч. Симеон Самоковски е свързана с народо-освободителните движения на българите от Западна България по време на Руско-турско-австрийската война, когато много християнски деятели и свещеници се включват в подготовката на въстание. Митрополитът е заловен от турците, съден и на 21 август 1773 г. е обесен в София. Съществуват много преписки за чудото, станало при обесването му – въжето три пъти се късало, бесилката се чупила, но така или иначе неговата смърт като мъченик за вярата го поставя в пантеона на българските светци-мъченици.
И така дните около 21 август (всяка година различни) са Самоковски празник. Започва се с литийно шествие и литургия, на Бельова черква се прави курбан и фолклорна програма. Празникът продължава с голям концерт, фойерверки, избор на мис Самоков и различни празнични мероприятия. От 2003 г. в рамките на празника е включен и фестивалът на туристическата песен „Бялата порта на Рила“.

### Спорт
Представителният футболен отбор на града носи името „Рилски спортист“. Играе своите мачове на стадион Искър. От Самоков произлизат едни от най-добрите ни спортисти по класическа и свободна борба, а в последните години се развива и много добра школа по лека атлетика и баскетбол.
Скиорът Петър Попангелов е от Самоков.
На 8 март 2008 е открита новата мултифункционална спортна зала – „Арена Самоков“ с капацитет над 2500 седящи места, направена по всички европейски стандарти. Това дава възможност за по-голямо развитие на спорта.

### Кухня
Кухнята в град Самоков е традиционно българска и се определя от земеделските култури, които биват отглеждани в района. Широко са използвани картофите – установена култура в района. Също така традиционен за гр. Самоков е „зелник“. Това ястие е вид баница, пече се като баница, има плънка която се намира в средата на тавата между корите. Тя се приготвя от праз лук или киселец.

## Други
На Самоков са наречени улиците „Самоков“ (Карта) и „Самоковско шосе“ (Карта) в София.

## Изследвания
- Семерджиев, Хр. Самоков и околността му. С., 1913.
- Христофоров, Асен. Самоков. С., 1962.
- Стефанов, П., йером. Исторически обзор на Самоковската епархия (XVI-XX в.). – Духовна култура, 1985, № 7, 25 – 31.
- Манов, Христо. Самоков – култура и просвета. София, 1996.Снимка на българки от Самоковско в народни носии
- Манов, Христо. Самоков – видни личности. Ч. 2. С., 2000.
- Темелски, Хр. Самоков през Възраждането. С., 2000.
- Ковачев, Румен. Самоков и Самоковската каза през XVI век според описи от истанбулския османски архив. С., 2001.
- Джурова, А., Вася Велинова. Опис на славянските ръкописи от Самоков. С., 2002 (Из миналото на Самоков, 3)
- Yaneva, S. Samokov: An Ottoman Balkan City in the Age of Reforms. – In: The Ottoman State and Societies in Change: A Study of the Nineteenth Century Temettuat Registers. Eds. Hayashi Kayoko and Mahir Aydin. London, 2004, 47 – 76.